# جون أوكسلي
جون أوكسلي (بالإنجليزية: John Joseph William Molesworth Oxley)‏ وُلد عام 1783 في دير كيركهم بالقرب من ويستو، في يركشاير، المملكة المتحدة، وتوفي في 26 مايو 1828، كان مُستكشف ومساح لأستراليا وعمل في الفترة المبكرة من الإستعمار البريطاني، دخل سلاح البحرية الملكي عندما بلغ 16 من عمره، في أكتوبر 1802 كان قد عمل في عمليات مسح الساحل لأستراليا بما في ذلك رحلته الإستكشافية إلى الميناء الغربي عام 1804، في عام 1806 قاد رحلة إلى أرض فان ديمن (تاسمانيا الآن).

## نشأته
وُلد جون أوكسلي في دير كيركهام بالقرب من ويستو في يوركشاير، بريطانيا العظمى. عُمّد في بولمر في 6 يوليو 1784، ويرد في السجلات أن والديه هما جون وأرابيلا أوكسلي.

## المهنة البحرية
في عام 1799، التحق جون بالبحرية الملكية برتبة ضابط بحري على متن سفينة فينيروبل (1784) وهو يبلغ من العمر 15 عامًا. سافر إلى أستراليا في أكتوبر 1802 برتبة ضابط صف على متن سفينة بافالو البحرية، والتي أجرت مسحًا ساحليًا (بما في ذلك مسح الميناء الغربي)، استمرت هذه الإقامة الأولى في المستعمرات لمدة خمس سنوات. في عام 1805، عينه الملك الحاكم ملازمًا مسؤولًا عن بافالو. في عام 1806، تولى قيادة سفينة إيسترامينا في رحلة إلى أرض فان ديمين (تاسمانيا حاليًا) وهو يبلغ من العمر 22 عامًا.
عاد إلى إنجلترا في عام 1807 وعُيّن هناك ملازمًا أول لسفينة بّوربّويز، وهي سفينة شراعية حربية بريطانية تمركزت في نيو ساوث ويلز. أبحر مجددًا إلى نيو ساوث ويلز لتولي هذا المنصب، متنقلًا بصفته عميلًا لمجلس النقل في سفينة سبيك التي تنقل المحكوم عليهم، ووصل في نوفمبر 1808، ونقل بضائع بقيمة 800 جنيه إسترليني كاستثمار. في عام 1809، زارت بّوربّويز أرض فان ديمين، وعلى متنها الحاكم ويليام بلاي، الذي خُلع من منصبه في تمرد روم.
خلال الفترة التي عاد فيها إلى إنجلترا، حصل أوكسلي على أمر من المكتب الاستعماري بمنحه أرض تبلغ مساحتها 600 فدان (240 هكتار) بالقرب من نهر نيبيان، إلا أن نائب الحاكم باترسون منحه أكثر من ألف فدان (400 هكتار). كان على أوكسلي أن يسلم هذه الأرض في عام 1810 (إذ تعين على جميع من مُنِحوا الأراضي منذ الإطاحة ببلاي التخلي عنها) إلا أن الحاكم ماكواري منحه لاحقًا 600 فدان (240 هكتار) بالقرب من كامدن والتي زادها في عام 1815 لتصبح ألف فدان (400 هكتار) مرة أخرى. أطلق على الأرض اسم «كيركام». في عام 1810، كتب تقريرًا طويلًا عن المستوطنات في أرض فان ديمين قبل عودته مجددًا إلى إنجلترا، على متن بّوربّويز، في مايو.
عاد إلى لندن وتقدم هناك بطلب تعيين في منصب ضابط البحرية في سيدني، ذكر جون ماكارثر أن أوكسلي سعى لتولي منصب المسّاح العام مرتين، وذلك بعد أن دفع رشوه لتشارلز غريمز ليستقيل. عندما أُطيح ببلاي، أنكر أوكسلي اتباعه لماكارثر (أُمِر بمحاكمة ماكارثر عسكريًا بإنجلترا) ولكن رسائله أظهرت أنه كان على علاقة وثيقة بماكارثر، زعيم الفصيل المناهض لبلاي. في عام 1812، تمت خطبته لإليزابيث ماكارثر، ابنة جون ماكارثر، والتي فُسخت عندما اكتشف والدها حجم ديون أوكسلي.

## روابط خارجية
- جون أوكسلي على موقع الموسوعة البريطانية (الإنجليزية)